# 成増駅
成増駅（なりますえき）は、東京都板橋区成増二丁目にある、東武鉄道東上本線の駅である。駅番号はTJ 10。
東京地下鉄（東京メトロ）有楽町線・副都心線の地下鉄成増駅が近接しているが、乗り換えの案内は行われていない。

## 歴史
- 1914年（大正3年）5月1日：東上鉄道池袋 - 田面沢間開通と同時に開業[1][2]。
- 1983年（昭和58年）6月24日：南口に近接する国道254号地下に帝都高速度交通営団（現・東京地下鉄）有楽町線営団成増駅（現・地下鉄成増駅）が開業。1987年（昭和62年）8月24日までは当駅との乗換業務を実施していた[注釈 1]。
- 2007年（平成19年）4月27日：発車メロディ使用開始。
- 2015年（平成27年）：改札前店舗と南口東武ストア跡を一体再開発する工事開始。
- 2016年（平成28年）3月25日：改札前と南口に商業施設「EQUIA成増」が開業[3]。
- 2021年（令和3年）10月15日：この日をもって定期券売り場が営業を終了[4]。
- 2022年（令和4年）3月8日 - 4月3日：モスバーガーと東武鉄道とのコラボレーション企画として、モスバーガーの創業50周年を記念して1号店最寄りの当駅の駅名看板が、期間限定で「なりもす駅」に装飾される[5]。

## 駅構造
島式ホーム2面4線の地上駅で、橋上駅舎を有している。駅南側に比べて、北側が大きく落ち込んだ地形になっているため、南口からは地下駅のように見える。
東武池袋駅管区傘下の駅長配置駅（東武池袋駅副管区長兼務）で、下赤塚駅を管理する。

### のりば
| 番線 | 路線   | 方向 | 行先     |
| ---- | ------ | ---- | -------- |
| 1・2 | 東上線 | 下り | 川越方面 |
| 3・4 | 東上線 | 上り | 池袋方面 |

1・3番線は待避線である。主に当駅始発・終点の列車が使用する。
和光市方の下り線の外側に引き上げ線があり、当駅で池袋行として折り返す列車が使用する。下り線からは1・2番線双方から入線可能である。一方、上り線へは3番線のみ入線可能であるが、和光市方から4番線へ入線する本線列車との同時進入が可能になっている。ポイント通過が必要な4番線が本線になっているため、上り通過列車は速度を落として通過する。
運行トラブルが発生した場合、当駅の3番線を利用して下り本線へ折り返すことがある。

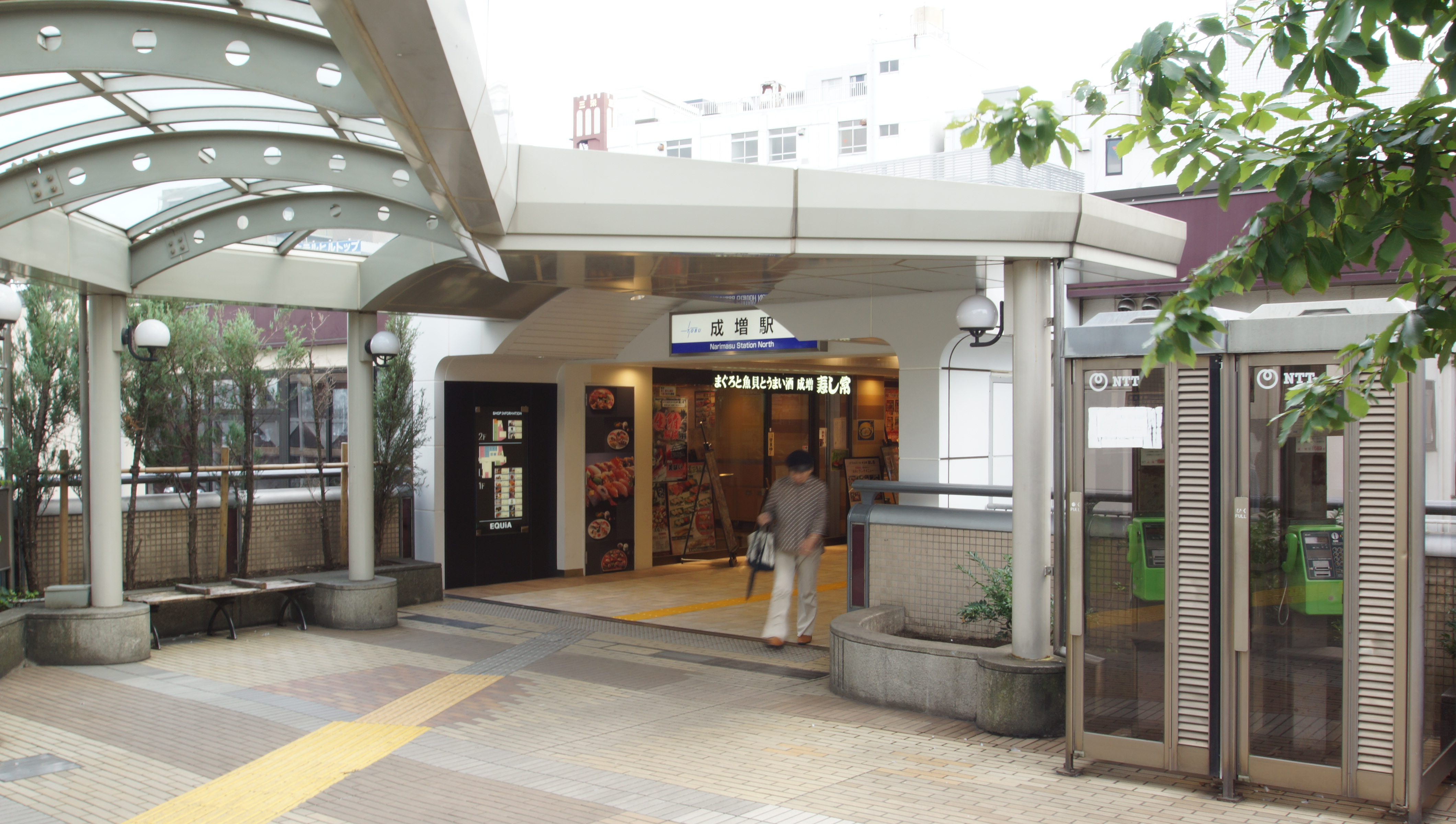
北口（2016年7月19日）
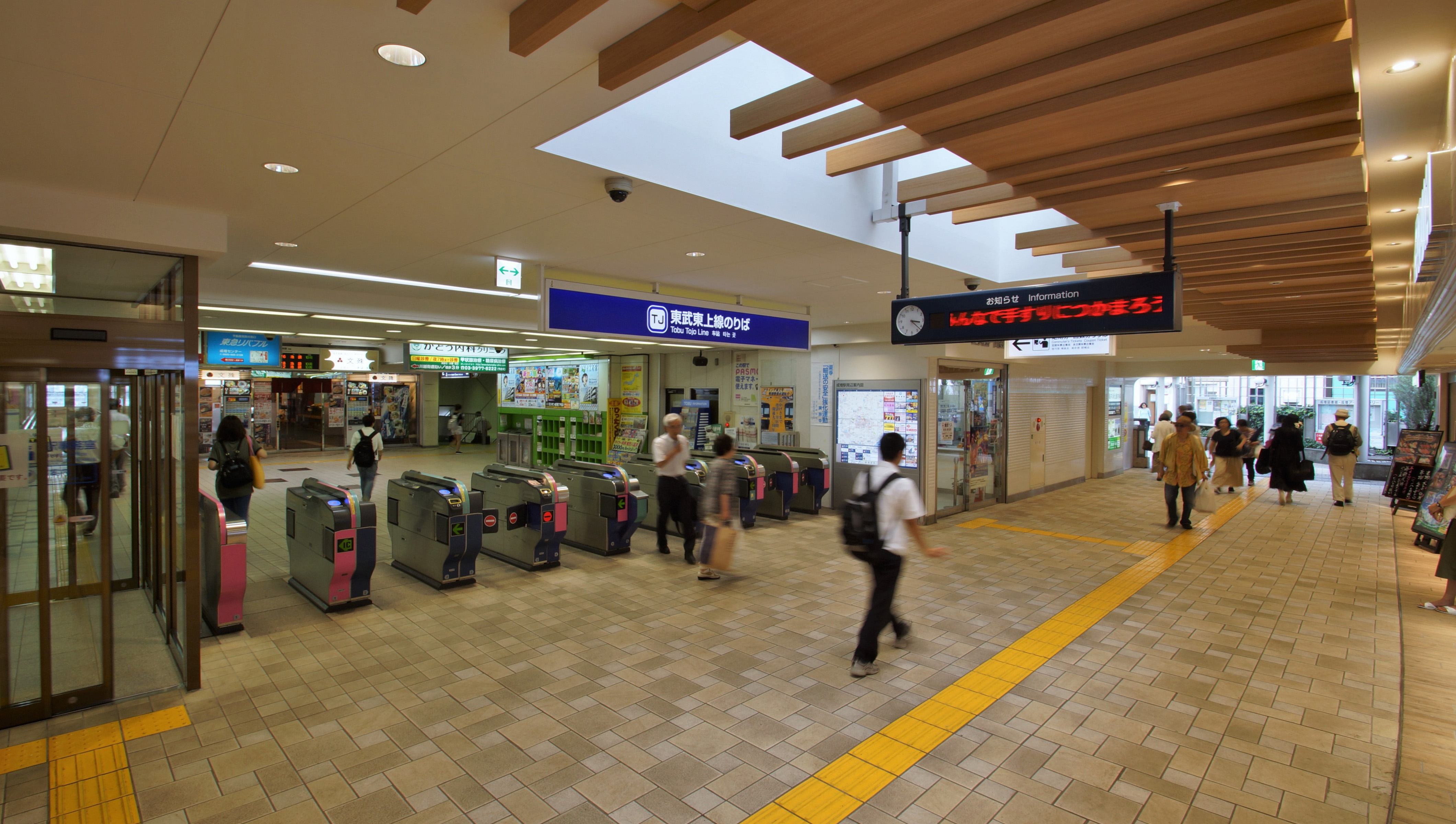
改札口（2016年7月19日）
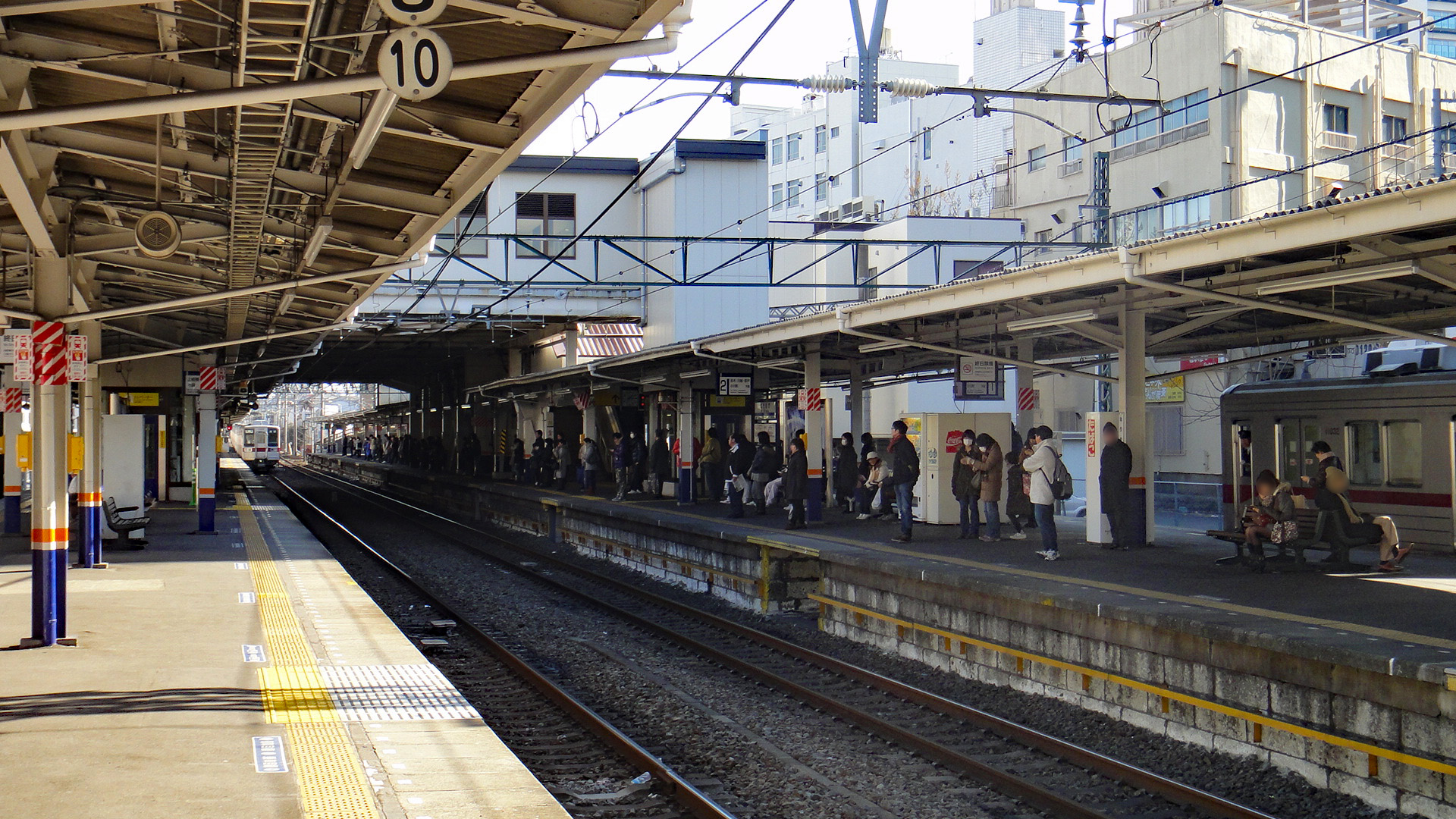
ホーム（2012年2月4日）
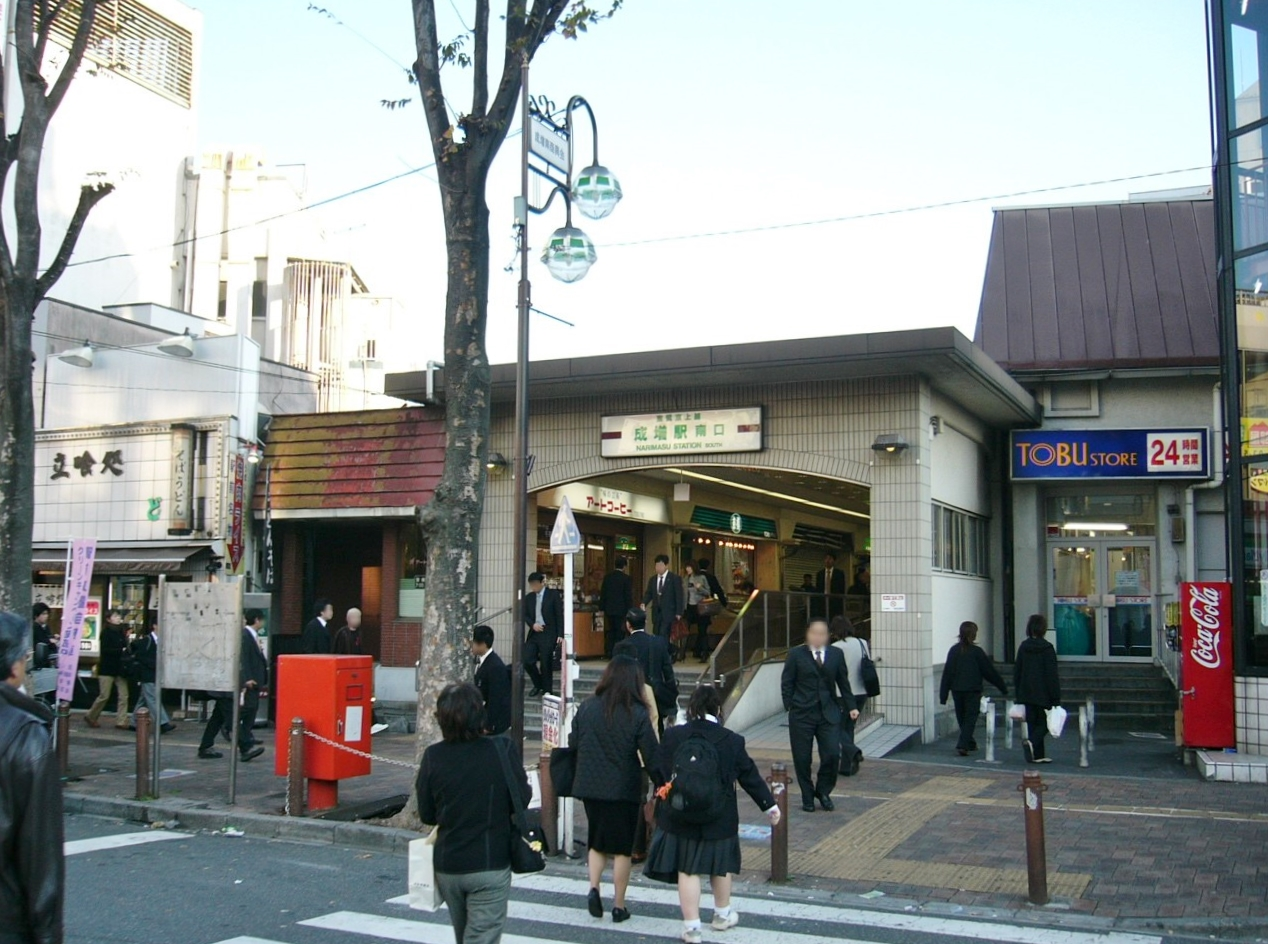
改修前の南口（2004年11月22日）
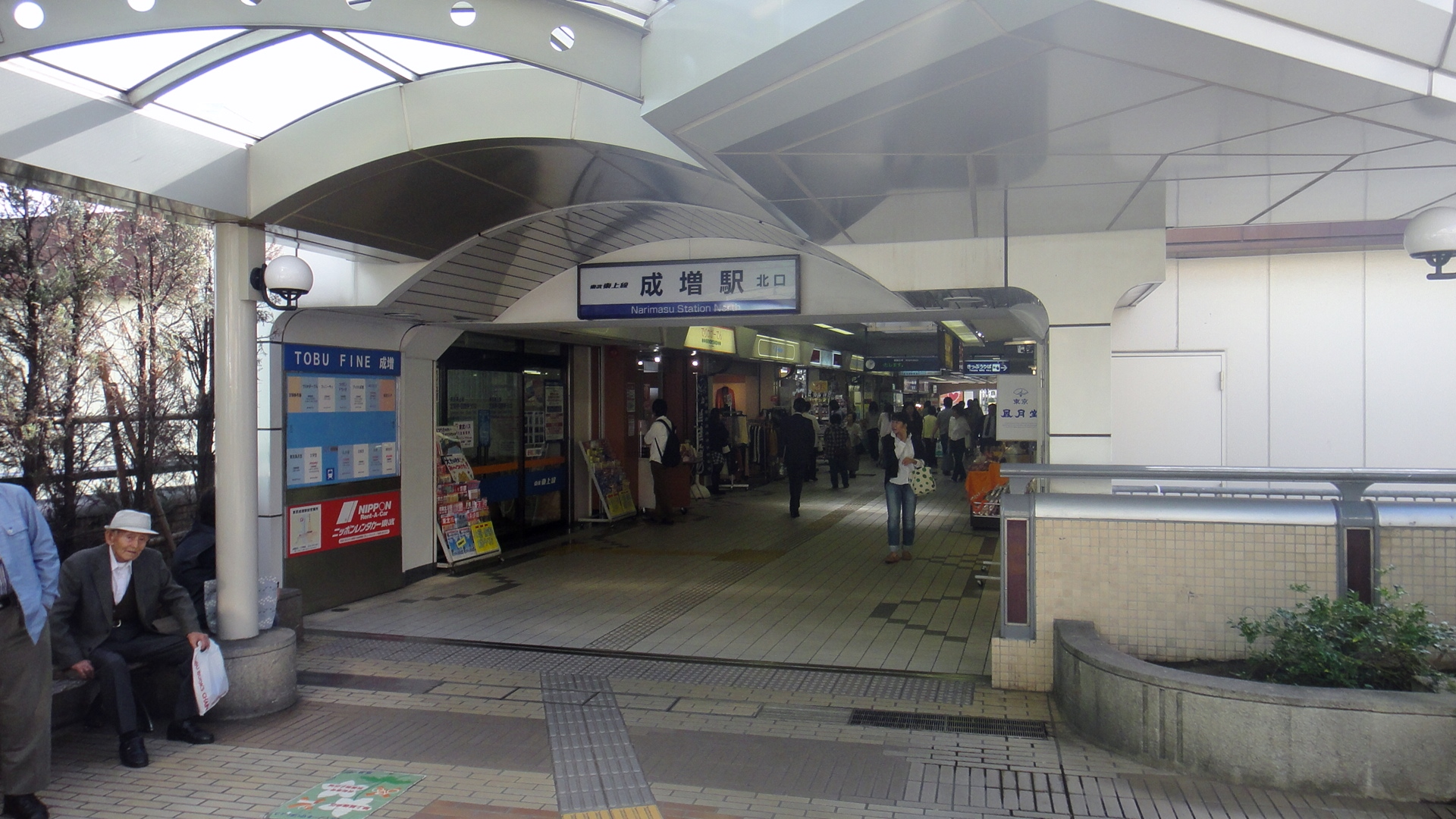
改修前の北口（2013年10月17日）

### 駅構内商業施設 （EQUiA）
出店店舗の一覧・詳細情報はEQUiA公式サイトを参照。

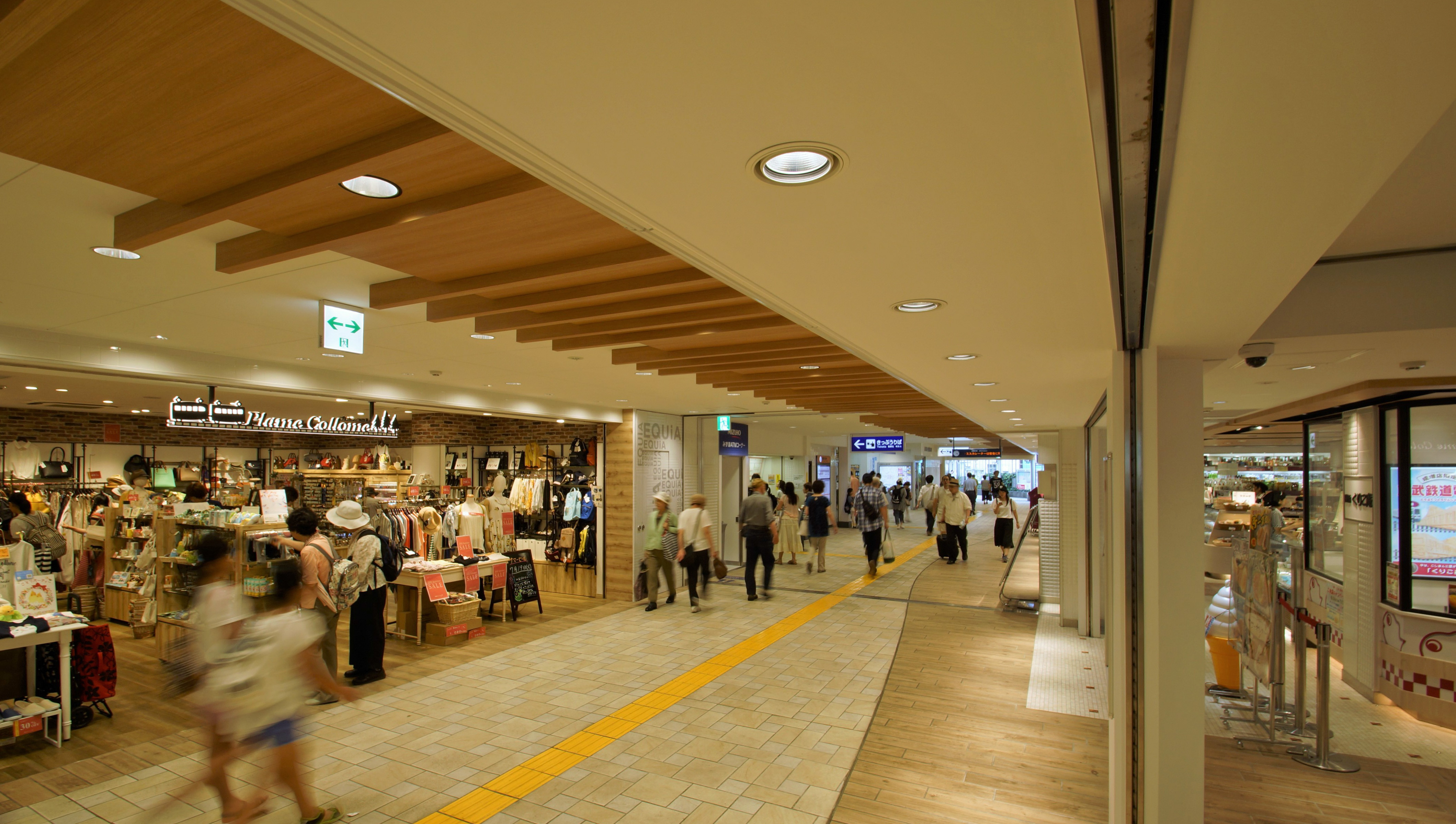
駅構内の商業施設「エキア成増」（2016年7月）

## 利用状況
2024年度の1日平均乗降人員は53,301人である。ピーク時は1日平均乗降人員が8万人程度であったが、地下鉄成増駅の開業などもあり、1993年度以降は減少傾向が続き、2010年度に6万人を下回った。現在では急行、準急通過駅の東武練馬駅より少ない。
近年の1日平均乗降・乗車人員推移は下表の通りである。
| 年度               | 1日平均 乗降人員 | 1日平均 乗車人員 | 出典       |
| ------------------ | ---------------- | ---------------- | ---------- |
| 1978年（昭和53年） | 79,728           |                  |            |
| 1990年（平成02年） |                  | 37,068           | [ * 1 ]    |
| 1991年（平成03年） |                  | 39,087           | [ * 2 ]    |
| 1992年（平成04年） |                  | 39,134           | [ * 3 ]    |
| 1993年（平成05年） |                  | 39,279           | [ * 4 ]    |
| 1994年（平成06年） | 77,885           | 38,896           | [ * 5 ]    |
| 1995年（平成07年） |                  | 38,046           | [ * 6 ]    |
| 1996年（平成08年） |                  | 36,836           | [ * 7 ]    |
| 1997年（平成09年） |                  | 35,575           | [ * 8 ]    |
| 1998年（平成10年） | 69,135           | 33,647           | [ * 9 ]    |
| 1999年（平成11年） | 67,656           | 32,893           | [ * 10 ]   |
| 2000年（平成12年） | 68,304           | 33,110           | [ * 11 ]   |
| 2001年（平成13年） | 65,923           | 32,751           | [ * 12 ]   |
| 2002年（平成14年） | 64,540           | 31,889           | [ * 13 ]   |
| 2003年（平成15年） | 65,923           | 31,964           | [ * 14 ]   |
| 2004年（平成16年） | 64,540           | 31,531           | [ * 15 ]   |
| 2005年（平成17年） | 64,086           | 31,208           | [ * 16 ]   |
| 2006年（平成18年） | 63,456           | 31,102           | [ * 17 ]   |
| 2007年（平成19年） | 63,310           | 31,516           | [ * 18 ]   |
| 2008年（平成20年） | 63,963           | 30,583           | [ * 19 ]   |
| 2009年（平成21年） | 61,906           | 29,568           | [ * 20 ]   |
| 2010年（平成22年） | 58,944           | 29,199           | [ * 21 ]   |
| 2011年（平成23年） | 57,905           | 28,910           | [ * 22 ]   |
| 2012年（平成24年） | 58,233           | 29,044           | [ * 23 ]   |
| 2013年（平成25年） | 58,819           | 29,321           | [ * 24 ]   |
| 2014年（平成26年） | 57,729           | 28,779           | [ * 25 ]   |
| 2015年（平成27年） | 58,426           | 29,115           | [ * 26 ]   |
| 2016年（平成28年） | 59,147           | 29,474           | [ * 27 ]   |
| 2017年（平成29年） | 59,640           | 29,707           | [ * 28 ]   |
| 2018年（平成30年） | 59,738           | 29,759           | [ * 29 ]   |
| 2019年（令和元年） | 58,587           | 29,178           | [ * 30 ]   |
| 2020年（令和02年） | 45,033           |                  |            |
| 2021年（令和03年） | 47,199           | 23,546           | [ 東武 3 ] |
| 2022年（令和04年） | 50,573           | 25,179           | [ 東武 4 ] |
| 2023年（令和05年） | 51,425           | 25,572           | [ 東武 5 ] |
| 2024年（令和06年） | 53,301           | 26,519           | [ 東武 1 ] |

## 駅周辺
南側に東上線と並行して国道254号（川越街道）が走り、地下鉄成増駅はその地下にある。西側に白子川があり、東埼橋が架かる。この付近にかつて川越街道白子宿が存在していた。武蔵野台地と荒川低地との境に当たる上に、白子川および支流の百々向川（暗渠化）の影響で当駅周辺は起伏に富み、坂が多い。
当地は石成村の名主田中家の17代・田中左京成益が開拓したとされる（青蓮寺にある田中家の系図による）。

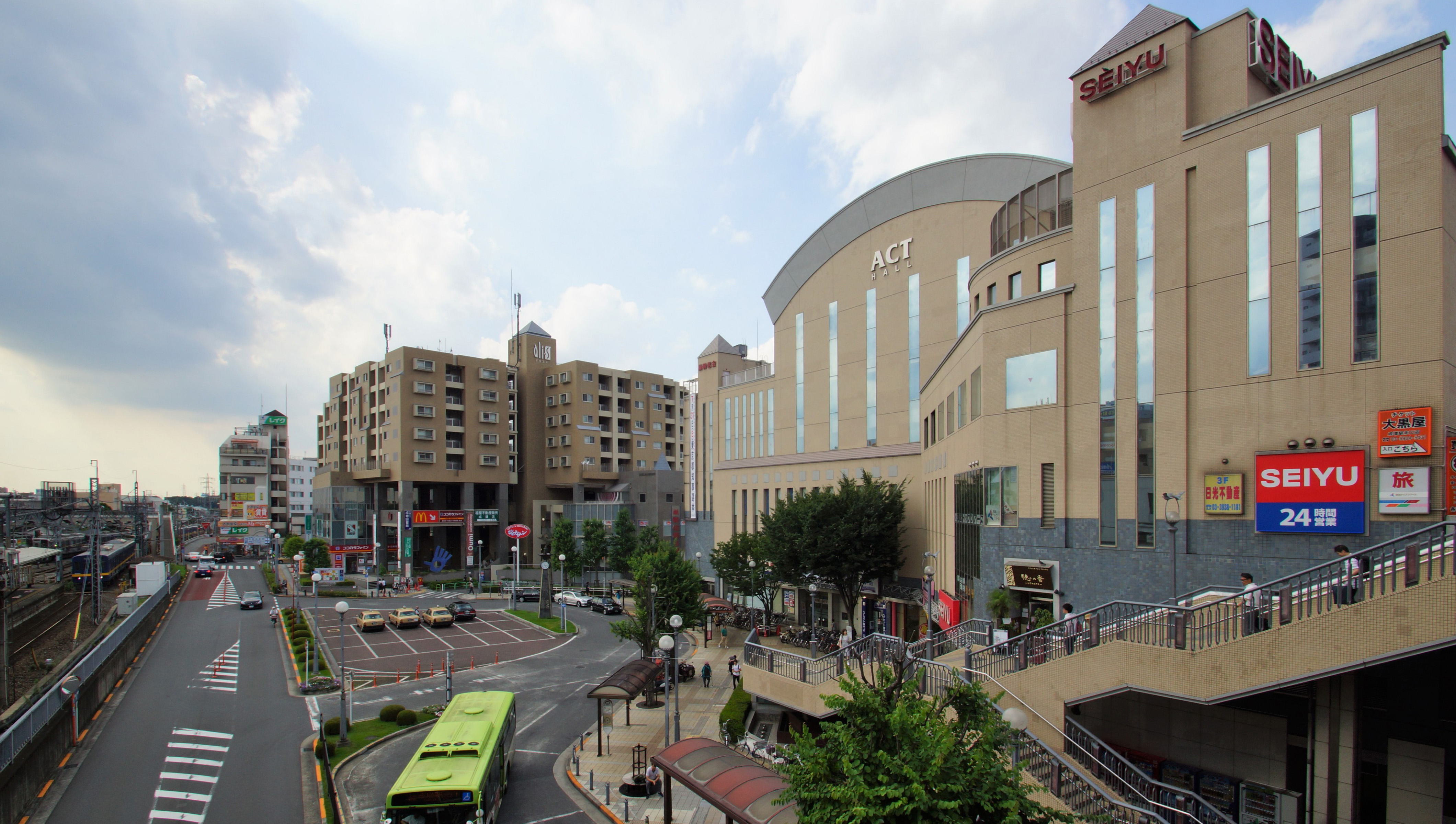
北口に建つ複合施設「ACT」（2016年7月）
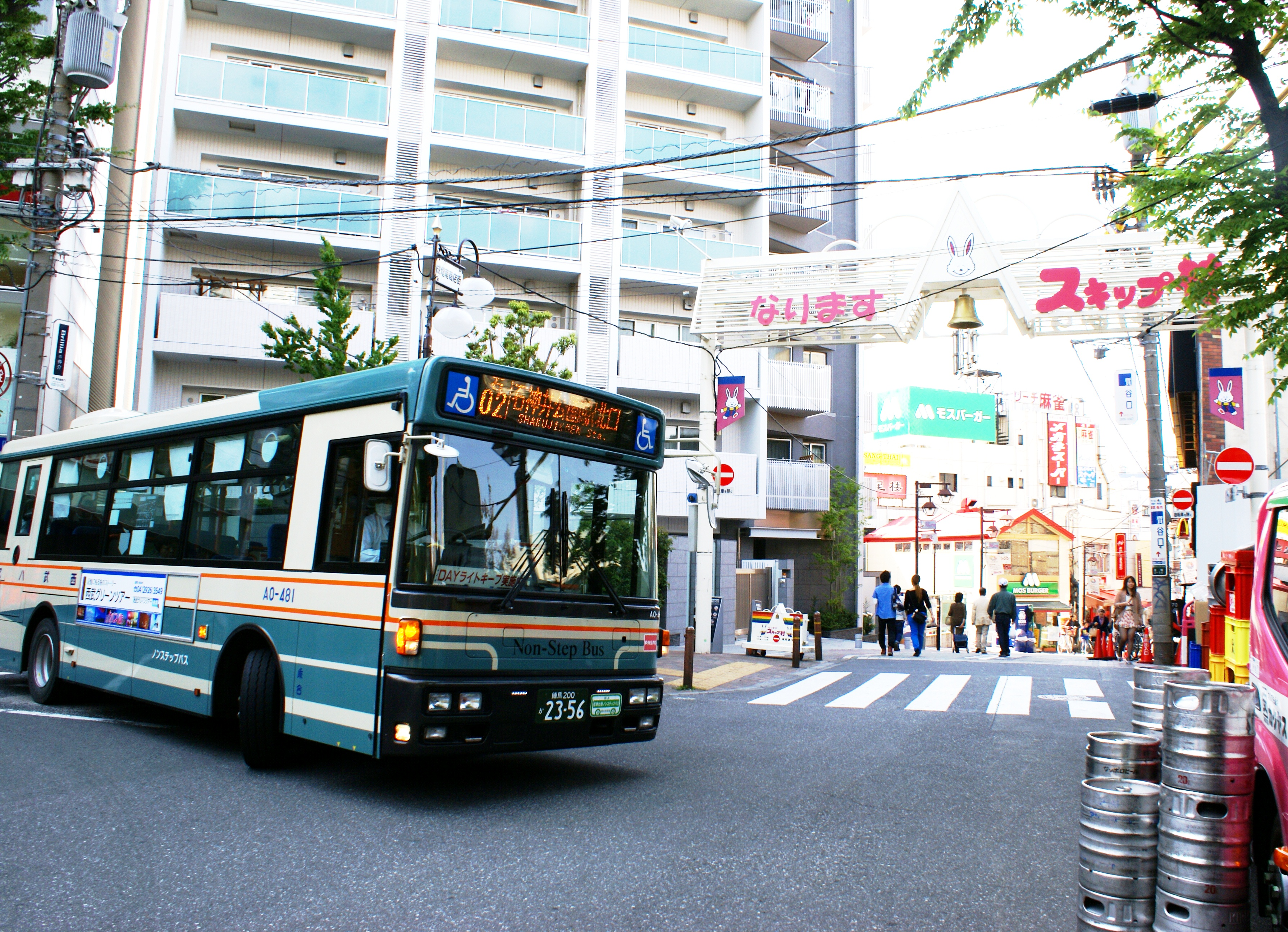
南口にある「なりますスキップ村商店街」（2013年4月）

### 北口
駅前に7 mに及ぶ高低差があったこともあって、1988年から計画的なまちづくり、北口再開発が行われた。第一次再開発では駅前ロータリーやバスターミナルの整備、西友と成増地域センター（アクトホール）を核とする複合施設「ACT」の建設、「ACT」と駅出入口を連絡するペデストリアンデッキなどが完成した。
第二次再開発では、板橋区立成増図書館、板橋成増ヶ丘郵便局、ハローワークプラザ成増などが入居する複合施設「アリエス」が建設された。
「成増北口通り商店街」は若干距離がある。
- 赤塚三郵便局 - 南東約300 m
- 東京都立赤塚公園、赤塚城跡、板橋区立美術館、板橋区立郷土資料館、板橋区立赤塚溜池公園、乗蓮寺（東京大仏）、板橋区立赤塚植物園 - 北東約1.5 km
- 巣鴨信用金庫 成増支店 - ACT内
- 国際興業バス 成増駅北口案内所 - アリエス内

### 南口
南口側の商店街（「すきっぷ村」「すずらん通り」など）は地下鉄成増駅と当駅に挟まれたエリアにあり、人通りが多く、早くから繁栄した。2000年代に入ってからは、古くからの商店の跡地に飲食店やドラッグストアのチェーン店が多く進出している。南口駅前の緑屋跡地には、2007年4月に新規商業施設として「成増プライム」が開業した。また、パチンコ店も多く出店している。
- 地下鉄成増駅 - 東京地下鉄（東京メトロ）有楽町線・副都心線の駅。
- モスバーガー 成増店 - 1972年3月12日に開店した第一号店である。
- 成増名店街ビル - ダイエー成増店が入居していたが、2019年12月に閉店。同社の本社機能も入居していた時期もあった。過去には丸井など何度かテナントの入れ替わりや建て替えを経ている。2024年3月13日にはMEGAドン・キホーテ 成増店[12]が、同年4月27日にはコンサートホール（パチンコ店）[13]がそれぞれオープンした。
- 板橋成増郵便局
- 東京消防庁志村消防署 成増出張所
- 東京都立光が丘公園 - 南約1.2km

## バス路線
北口に国際興業バス・東武バスウエストの2社、南口周辺に前記2社と西武バスの路線バスが発着する。

### 北口
停留所名は「成増駅北口」停留所である。
| のりば | 運行事業者       | 系統   | 行先                     | 備考       |
| ------ | ---------------- | ------ | ------------------------ | ---------- |
| 1      | 国際興業バス     | 赤02   | 赤羽駅西口               |            |
| 1      | 国際興業バス     | 赤02-2 | 志村三丁目駅             |            |
| 2      | 国際興業バス     | 高01   | 高島平操車場             |            |
| 2      | 国際興業バス     | 増17   | 高島平操車場             |            |
| 2      | 国際興業バス     | 増14   | 下笹目                   | 朝夕のみ   |
| 3      |                  |        |                          |            |
| 4      | 東武バスウエスト | 増07   | 南市場先回り（宮本循環） | 13時台まで |
| 4      | 東武バスウエスト | 増07   | 宮本先回り（宮本循環）   | 14時台以降 |
| 4      | 東武バスウエスト | 増07   | 南市場                   |            |
| 4      | 東武バスウエスト | 増09   | 和光市駅北口             | 本数僅少   |

### 南口
停留所の場所は、以下の3つに分かれている。
1. 南口ロータリー - 「成増駅南口」停留所
2. 国道254号上、成増交差点西側 - 「成増町」停留所（西武バス）、「成増駅入口」停留所（国際興業バス・東武バスウエスト）
3. 国道254号上、成増交差点東側（上り車線のみ） - 「地下鉄成増駅」停留所（西武バス）、「成増駅前」停留所（国際興業バス）

本項では成増駅南口停留所のみ記述する。国道254号上の各バス停留所発着路線については、地下鉄成増駅#バス路線を参照。
| のりば | 運行事業者            | 系統   | 行先                            | 備考     |
| ------ | --------------------- | ------ | ------------------------------- | -------- |
| 1      | 西武バス              | 泉33   | 大泉学園駅北口                  | 深夜バス |
| 1      | 西武バス              | 泉34   | 長久保                          |          |
| 1      | 西武バス              | 練47   | 練馬駅北口                      |          |
| 2      | 東武バスウエスト      | 増32   | 南大和                          |          |
| 2      | 東武バスウエスト      | 和06   | 税務大学正門・和光市駅南口      |          |
| 3      | 国際興業バス          | 増16   | 比丘尼橋                        |          |
| 3      | 国際興業バス          | 増16-2 | 三軒寺                          | 深夜バス |
| 3      | 西武バス 国際興業バス | 石02   | 石神井公園駅北口                | 共同運行 |
| 3      | 国際興業バス          | 石03   | 練馬北町車庫 / 石神井公園駅北口 |          |
| 4      | 西武バス              | 光31   | 光が丘駅                        |          |
| 4      | 西武バス              | 練高01 | 練馬高野台駅                    |          |
| 4      | 西武バス              | 練高02 | 南田中車庫                      | 深夜バス |

## 隣の駅
東武鉄道
 東上本線
■TJライナー・■川越特急・■快速急行
通過
■急行
池袋駅 (TJ 01) - 成増駅 (TJ 10) - 和光市駅 (TJ 11)
■準急（準急は当駅から先小川町方面は各駅に停車）
上板橋駅 (TJ 07) - 成増駅 (TJ 10) - 和光市駅 (TJ 11)
□普通
下赤塚駅 (TJ 09) - 成増駅 (TJ 10) - 和光市駅 (TJ 11)